# Carlos Dengler
Carlos Andres „D” Dengler (ur. 23 kwietnia 1974 w Queens, Nowy Jork, USA) – amerykański basista, były muzyk grupy rockowej Interpol, DJ i początkujący kompozytor.
Carlos jak DJ często prowadzi imprezy w klubach w Nowym Jorku.
Wpływ na jego komponowanie mają tacy artyści jak Peter Hook, Angelo Badalamenti, James Newton Howard, Alexandre Desplat, Henryk Mikołaj Górecki, Arvo Pärt i Dmitrij Szostakowicz.